# Aksjologia
Aksjologia (gr. αξιοs – godny, cenny + λογοs – nauka) – nauka o wartościach.

## W węższym znaczeniu
Szczegółowa teoria wartości, wchodząca w skład poszczególnych dyscyplin naukowych; dziedzina rozważań nad wartościami określonego rodzaju, np. moralnymi, estetycznymi, poznawczymi, ekonomicznymi, religijnymi.

## W szerokim znaczeniu
Dział filozofii, ogólna teoria wartości, nauka o wartościach, wieloaspektowe rozważania teoretyczne dotyczące pojęcia wartości, wywodzące się z etycznych koncepcji dobra.
Aksjologia w szerokim znaczeniu zajmuje się:
- w aspekcie teoretycznym:
  - analizą natury wartości (tego, co cenne, dobre), a więc zagadnieniem, czym jest wartość, jaki jest jej charakter (subiektywny, obiektywny, absolutny, względny itp.);
  - dociekaniem źródeł i mechanizmów powstawania wartości w aspekcie systematyzującym i postulatywnym;
  - podstawami i kryteriami wartościowania;
  - klasyfikacją wartości (np. wyodrębnianiem wartości autotelicznych, jako celów samych w sobie, oraz wartości instrumentalnych, służących do ich realizacji);
  - budowaniem ich hierarchii i ustalaniem, co stanowi wartość najwyższą (tzw. summum bonum);
  - ich statusem ontycznym, relacjami z innymi bytami, sposobami ich poznawania i realizowania w aspekcie socjologicznym i teoretyczno-kulturowym;
  - badaniem społecznego funkcjonowania wartości w danej epoce historycznej, zbiorowości społecznej i kulturze.

Problematyka aksjologii jest prawie tak dawna, jak sama filozofia. W czasach nowożytnych pojęcia wartości używał m.in. Kant. Współczesne znaczenie (na którym opiera się aksjologia) zaczyna się od R.H. Lotzego w połowie XIX w.; rozpowszechnia w filozofii europejskiej, zwłaszcza na początku XX w., głównie przez przedstawicieli badeńskiej szkoły neokantyzmu (Wilhelm Windelband, Heinrich Rickert), fenomenologii (Max Scheler, Nicolai Hartmann) i neorealizmu (George Edward Moore, R.B. Perry). Termin aksjologia został wprowadzony przez Eduarda von Hartmanna w Philosophie des Schönes (1887) oraz Paula Lapiego w Logique de la volonté (1902).
Problematyce aksjologii są poświęcone liczne prace Alexiusa Meinonga, R. Müllera-Freienfelsa, Franza Brentano, Dietricha von Hildebranda.
W Polsce tematykę aksjologii analizowali zwłaszcza:
- Florian Znaniecki (Zagadnienie wartości w filozofii 1910),
- Władysław Tatarkiewicz (O bezwzględności dobra 1919),
- Roman Ingarden (Przeżycie, dzieło, wartość 1966),
- Józef Tischner (Myślenie według wartości 1982).